# Grammichele (stacja kolejowa)
Grammichele (wł. Stazione di Grammichele) – stacja kolejowa w Grammichele, w prowincji Katania, w regionie Sycylia, we Włoszech. Stacja znajduje się na linii Katania – Caltagirone – Gela. 
Według klasyfikacji RFI ma kategorię brązową.

## Linie kolejowe
- Linia Katania – Caltagirone – Gela